# Глікопротеїни
Глікопротеїни (застаріла назва — глікопротеїди) — складні білки, в яких білкова (пептидна) частина молекули ковалентно сполучена з однією або декількома олігосахаридними групами (гліканами). Моносахариди, які пов'язані з конкретним білком, можуть бути різними: це може бути глюкоза, фруктоза, маноза, глюкозамін, галактозамін, фруктозамін, сіалова кислота, тощо.
Ті або інші моносахариди, що пов'язані з білком, змінюють біохімічні та імунологічні властивості білка, його просторову конфігурацію та інші властивості. Важливим окремим випадком є зв'язування білків з сіаловою кислотою, що приводить до формування сіалоглікопротеїнів. У типових випадках саме зв'язування з сіаловою кислотою зумовлює збільшення T1/2 білка в плазмі крові. Глікопротеїни є важливим структурним компонентом клітинних мембран тваринних і рослинних організмів. До глікопротеїнів відносять більшість пептидних гормонів. Глікопротеїни мембран еритроцитів, специфічно глікозильовані тими або іншими вуглеводними залишками, але такі, що мають гомологічну білкову частину, зумовлюють групу крові у людини. Також глікопротеїнами є всі антитіла, інтерферони, компоненти комплемента, білки плазми крові, молока, рецепторні білки, багато інших.